# Chapultepec (heuvel)

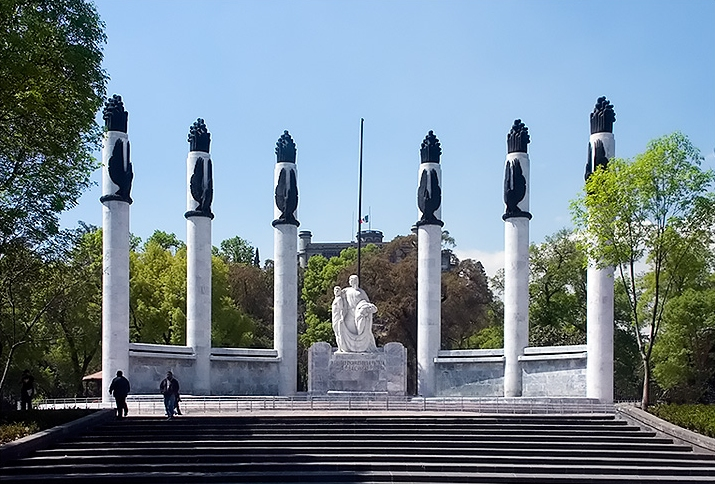
het paleis van Chapultepec en het monument voor de Niños Héroes

Chapultepec (Nahuatl voor: "sprinkhaanheuvel") is een heuvel in de gemeente Miguel Hidalgo van Mexico-Stad, die een belangrijke rol heeft gespeeld op verschillende momenten gedurende de geschiedenis van Mexico.
De oudste sporen van bewoning dateren van de vierde eeuw. Archeologische vondsten duiden op banden met Teotihuacán. Volgens de legendes bracht de laatste Tolteekse leider, Huemac, zijn laatste jaren door in een grot in Chapultepec, nadat hij uit zijn hoofdstad Tollan was verdreven. Tijdens de Azteekse periode was Chapultepec door een aquaduct met Tenochtitlan verbonden. Het diende bovendien als buitenverblijf voor de Azteekse vorsten. Er is in Chapultepec een rots gevonden met een, weliswaar beschadigde, beeltenis van Moctezuma I.
Tijdens de koloniale periode werd hier het paleis van Chapultepec gebouwd, dat dienstdeed als paleis van de onderkoning van Nieuw-Spanje. Dit paleis werd na de Mexicaanse onafhankelijkheid een militaire kazerne. Tijdens de Mexicaans-Amerikaanse Oorlog vond hier de slag om Chapultepec plaats, waarbij de Niños Héroes ("de heldhaftige kinderen", jonge cadetten) om het leven kwamen. Tijdens het Tweede Mexicaanse Keizerrijk was Chapultepec de residentie van keizer Maximiliaan en keizerin Charlotte.
In 1992 werden hier de Vredesakkoorden van Chapultepec getekend, die een einde maakten aan de burgeroorlog in El Salvador. Tegenwoordig is Chapultepec een park dat populair is bij zowel Mexicanen als toeristen. Het paleis is nu een museum. Er bevinden zich nog 6 andere musea in het park, waaronder het Nationaal Antropologisch Museum en een museum voor moderne kunst, alsmede een attractiepark, de voormalige presidentiële ambtswoning Los Pinos en een dierentuin.